# Nový Telečkov
Nový Telečkov är en ort i Tjeckien.   Den ligger i regionen Vysočina, i den centrala delen av landet, 140 km sydost om huvudstaden Prag. Nový Telečkov ligger 561 meter över havet och antalet invånare är 111.
Terrängen runt Nový Telečkov är lite kuperad. Runt Nový Telečkov är det tätbefolkat, med 276 invånare per kvadratkilometer. Närmaste större samhälle är Třebíč, 12,5 km söder om Nový Telečkov. Omgivningarna runt Nový Telečkov är en mosaik av jordbruksmark och naturlig växtlighet.